# Mlava
La Mlava, en serbe cyrillique Млава, est une rivière de Serbie et un affluent gauche du Danube. Sa longueur est de 158 km. 
La Mlava appartient au bassin de drainage de la mer Noire et son propre bassin de drainage couvre une superficie de 1 830 km2. 

## Origine
La Mlava, sous le nom de Tisnica, prend sa source dans les monts Kučaj à l'est de la Serbie, au pied du Veliki Krš. Elle coule vers le nord puis longe les pentes orientales du mont Beljanica. Elle atteint ensuite la région d'Homolje, reçoit sur sa droite les eaux du Žagubičko vrelo. À partir de cet endroit, la Tisnica prend le nom de Mlava. Meusurée à partir du Žagubičko vrelo, la longueur de la rivière est de 122 km.

## Cours supérieur (région d'Homolje)
La Mlava bifurque vers le nord, direction qu'elle conservera désormais tout au long de sa course. Elle passe près de Žagubica, le principal centre de la vallée d'Homolje puis à Izvarica, où elle reçoit sur sa gauche la Jošanička reka ; elle passe ensuite près de Ribare, Sige et Ladne Vode.
Dans cette section de son cours, la Mlava a creusé une longue gorge, la Gornjčako-ribarska klisura (en cyrillique : Горњачко-рибарска клисура, la « gorge de Gornjak-Ribare »), qui commence à Ribare puis s'élargit vers Krepoljin, puis se rétrécit à nouveau. La rivière sort de la gorge à Ždrelo, près du monastère de Gornjak puis elle quitte la région d'Homolje pour entrer dans la région de la Mlava.

## Moyen cours (région de la Mlava)
Dans cette partie de son cours, la vallée de la Mlava s'élargit et la rivière passe près de Šetonje, Malo Laole, Veliko Laole et elle atteint la ville de Petrovac na Mlavi, le centre de toute la région. Elle continue au Nord et traverse Kamenovo, Trnovče et Rašanac, puis entre dans la région vallonnée du Stig.

## Cours inférieur (région du Stig)
Dans la partie finale de son cours, la Mlava se divise en de nombreux ruisseaux parallèles et cause de fréquentes inondations. Plusieurs localités se trouvent à proximité : Veliko Selo, Toponica, Kalište, Malo Crniće, Veliko Crniće, Salakovac, Trnjane, Nabrđe, Bubušinac et Bradarac. C'est à cet endroit que la Mlava reçoit ses deux affluents les plus importants, le Čokordin, sur sa gauche, et la Vitovnica, sur sa droite. Un des bras de la Mlava coule à quelques kilomètres de la ville de Požarevac.
Les deux dernières localités situées sur son cours sont Drmno et la ville de Kostolac. La Mlava ne se jette pas directement dans le Danube mais dans un de ses bras, le Dunavac (en cyrillique : Дунавац, le « petit Danube »), qui entoure l'île marécageuse d'Ostrvo, la plus grande île de Serbie. Les années de grandes pluies, la Mlava traverse l'île en son milieu, la partageant en deux. Certaines sources l'appellent alors la Mogila (en cyrillique : Могила), tandis que le Dunavac est considéré comme le cours final de la Mlava, jusqu'à ce qu'il rejoigne le Danube, à l'est de la ville touristique de Ram.